# ورزشگاه خالیسکو
ورزشگاه خالیسکو (اسپانیایی: Estadio Jalisco‎) یک ورزشگاه فوتبال در شهر گوادالاخارا، خالیسکو، مکزیک است.
این ورزشگاه که در سال ۱۹۶۰ تأسیس شده دارای ۵۶٬۷۱۳ نفر ظرفیت و میزبان جام جهانی فوتبال ۱۹۷۰، جام جهانی فوتبال ۱۹۸۶ و بازی‌های المپیک تابستانی ۱۹۶۸ بوده‌است.